# 国家利益项目
国家利益项目（法語：Opération d'intérêt national，简称）是法国的一种城市规划类型，因具有重大利益，其适用特殊的法律制度。国家（法国中央政府）保留了对这些地区的城市规划政策的控制权。

## 规章制定
国家利益项目遵循《城市规划法L102-12》和《L102-13条》的规定。

## 当前的国家利益项目
- 法国国家新城（法语：Politique des villes nouvelles françaises）：马恩拉瓦莱和塞纳尔；
- 马赛的市區更新项目：欧洲地中海（法语：Euroméditerranée）；
- 巴黎的中央商务区：拉德芳斯；
- 法蘭西島大區西南部由27个城市参与的科技集群建设项目：巴黎-萨克雷；
- 工业及港口综合体：勒阿弗尔昂蒂费尔港（法语：Port du Havre-Antifer）、滨海勒韦尔东和敦刻尔克；
- 濱海福斯规划区；
- 从拉德芳斯到楠泰尔的塞纳河-新凯旋门（法语：Seine-Arche）项目；
- 巴黎夏尔·戴高乐、奥利与勒布尔歇机场；
- 圣艾蒂安的城市规划和改造项目；
- 由芒图瓦-塞纳河下游公共规划机构（法语：Établissement public d'aménagement du Mantois Seine-Aval）负责的塞纳河下游（法语：Seine-Aval）项目；
- 法蘭西島大區南部的奥利-兰日斯-塞纳河上游（Orly-Rungis-Seine Amont，简称ORSA）项目；
- 尼斯的生态谷（法语：Éco-Vallée）项目；
- 波尔多的欧洲大西洋（法语：Bordeaux-Euratlantique）项目;
- 洛林与卢森堡边界的阿尔泽特-贝尔瓦勒（Alzette-Belval）项目
- 法屬圭亞那的圭亚那，未来领土（法语：Guyane, territoire d'avenirs），其为首个在海外开展的国家利益项目。